# ニキ・ラウダ
“ニキ”アンドレアス・ニコラウス・ラウダ（独: Andreas Nikolaus "Niki" Lauda, 1949年2月22日 - 2019年5月20日）は、オーストリア出身のレーシングドライバー。
1975年、1977年、1984年のF1チャンピオン。「スーパーラット」「不死鳥」の異名があり、ミスが極めて少ない走りから「コンピューター」の渾名を持つ。実業家の一面もあり、引退後はF1チームの役職を歴任した。

## プロフィール

### デビュー前
生家はいくつもの製紙工場を所有する資産家で、その長男として生まれた。1966年にニュルブルクリンクで開催されたドイツグランプリを観戦したのがきっかけで、レーサーの道を進む決意をする。しかし、事業を継がせることを望んでいた家族は、ラウダのレース活動に協力的ではなかった。家族に内緒で参戦した初のレースでいきなり2位に入り新聞のスポーツ欄に掲載されたため、その記事を見た父親が激怒してレース禁止を言い渡したが、次に出場したレースでは優勝してしまったため、一層の怒りを買い「レーサーを辞めないなら、ラウダ家の物を一切置いて家から出て行け」と言われてしまう。それでもレースを続けたため、暫く勘当されることとなった。後ろ盾のないまま自らスポンサー獲得の交渉も行い、金銭的苦労を重ねながらステップアップしていった。そのため生命保険を担保に借金をしたりもした（当時のオーストリアでは生命保険を担保にするのは普通の事であった）。

### マーチ時代
欧州F2選手権等で活躍後、1971年8月の地元開催グランプリにマーチからF1にスポットデビューする。このデビュー戦では父親による各所への圧力でチームへの持参金が足りず、金策の為に自らの交渉術の結果、銀行から融資を受けられることになったが、担保は自らの生命保険であった。ラウダは、参戦前に自分のレース計画や将来の展望について記者会見を行う、新しいタイプのドライバーだった。チームメイトのロニー・ピーターソンとは友人であったが、マーチは資金不足でありピーターソンの1台に注力する状況が続いた。ラウダはピーターソンと遜色のない速さもみせたが、1972年末にマーチとは契約終了となった。

### BRM時代
F1での活動継続のピンチに立ったラウダであったがマールボロBRMに売り込みをし、BRMへ持参金を持ち込む条件で翌1973年シーズンのF1シートを確保した。また資金稼ぎのために参戦していたBMWアルピナ・ツーリングカーでの活動も、引き続き延長することとなった。
1973年
BRMではマシンの信頼性に問題があり、入賞はベルギーグランプリでの5位のみだったが、各グランプリでリタイアするまでは速さを見せていた。特にモナコグランプリでフェラーリをリードする走りをしたことでエンツォ・フェラーリがラウダに注目。また、BRMで1レースだけチームメイトとして一緒に走り、既にフェラーリへの移籍を果たしていたクレイ・レガツォーニからの推薦もあった。夏には、翌1974年からフェラーリの監督となるルカ・ディ・モンテゼーモロを代理として、フェラーリが正式にラウダを勧誘。BRMとの契約をクリアーし移籍が決まった。そして、BMWアルピナ・ツーリングカー参戦もこの年で終了となった。

### フェラーリ時代

#### 跳ね馬の新旗手

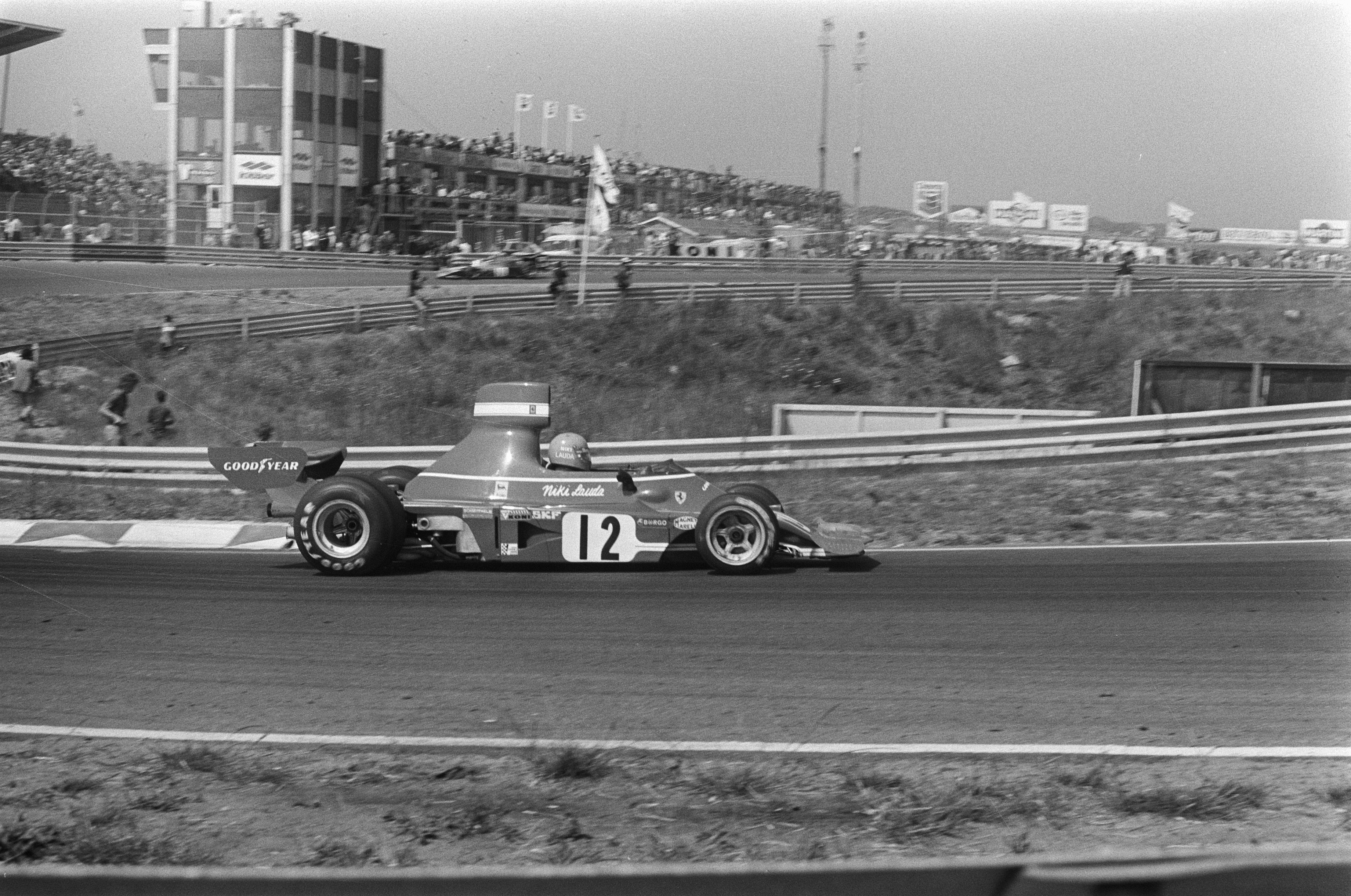
1974年のオランダグランプリ

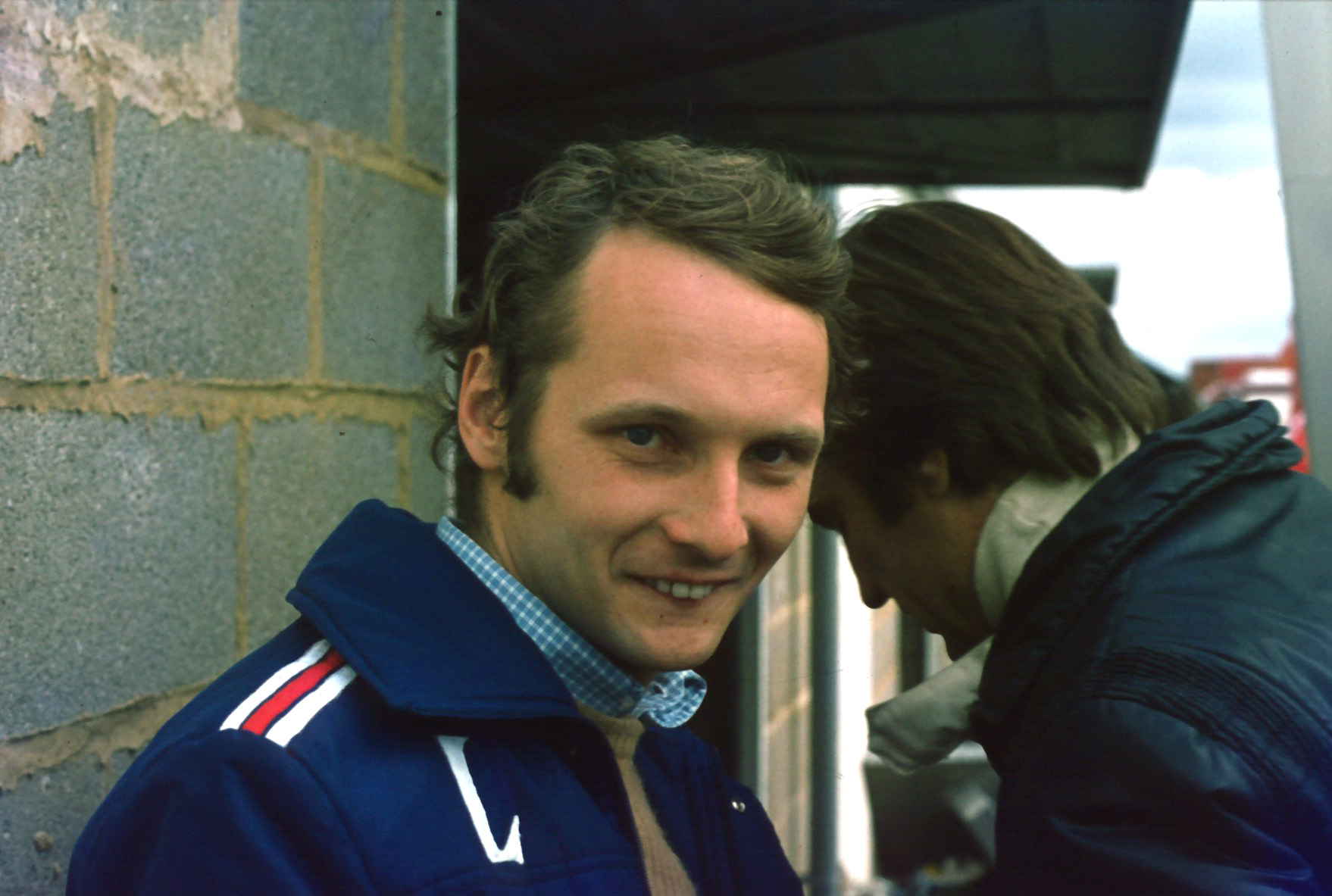
1975年のラウダ

1974年
南アフリカグランプリで自身初のポールポジションを獲得。続くスペイングランプリではポール・トゥ・ウィンで初勝利を達成し、シーズン中盤にはドライバーズポイント首位に立った。イギリスグランプリではレース終了間際にピットインした際、観客の乱入によりコースに復帰できず5位となる珍事が起きた。この年は2勝し、最多の9ポールポジションを獲得したが、終盤戦の5連続リタイアによりタイトルを逃した（ドイツグランプリやカナダグランプリでミスもしていた）。しかしこのシーズンは、徹底したテスト・ドライブこそが、レースで高性能を引き出す鍵であることをラウダは理解した。アンダーステアを抱えていた312B3を進化させる為、フェラーリの工場に隣接するフィオラノサーキットを納得するまで走り込んだ。
1975年
テストを積極的に行い、312Tを開発。第3戦南アフリカグランプリより投入された312Tは信頼性も高かった。ラウダは5勝9ポールポジションをあげ、速さと安定した走りでポイントを重ね、ワールドチャンピオンとなった。フェラーリのコンストラクターズタイトル獲得にも貢献した。監督のモンテゼーモロ、デザイナーのマウロ・フォルギエリとの関係も良好だった。しかし、そのモンテゼーモロは同シーズンで監督を退き、フィアットに戻った。後任はランチアのレース部門を管理していたダニエル・オーデットが就任した。

#### 大事故からの生還

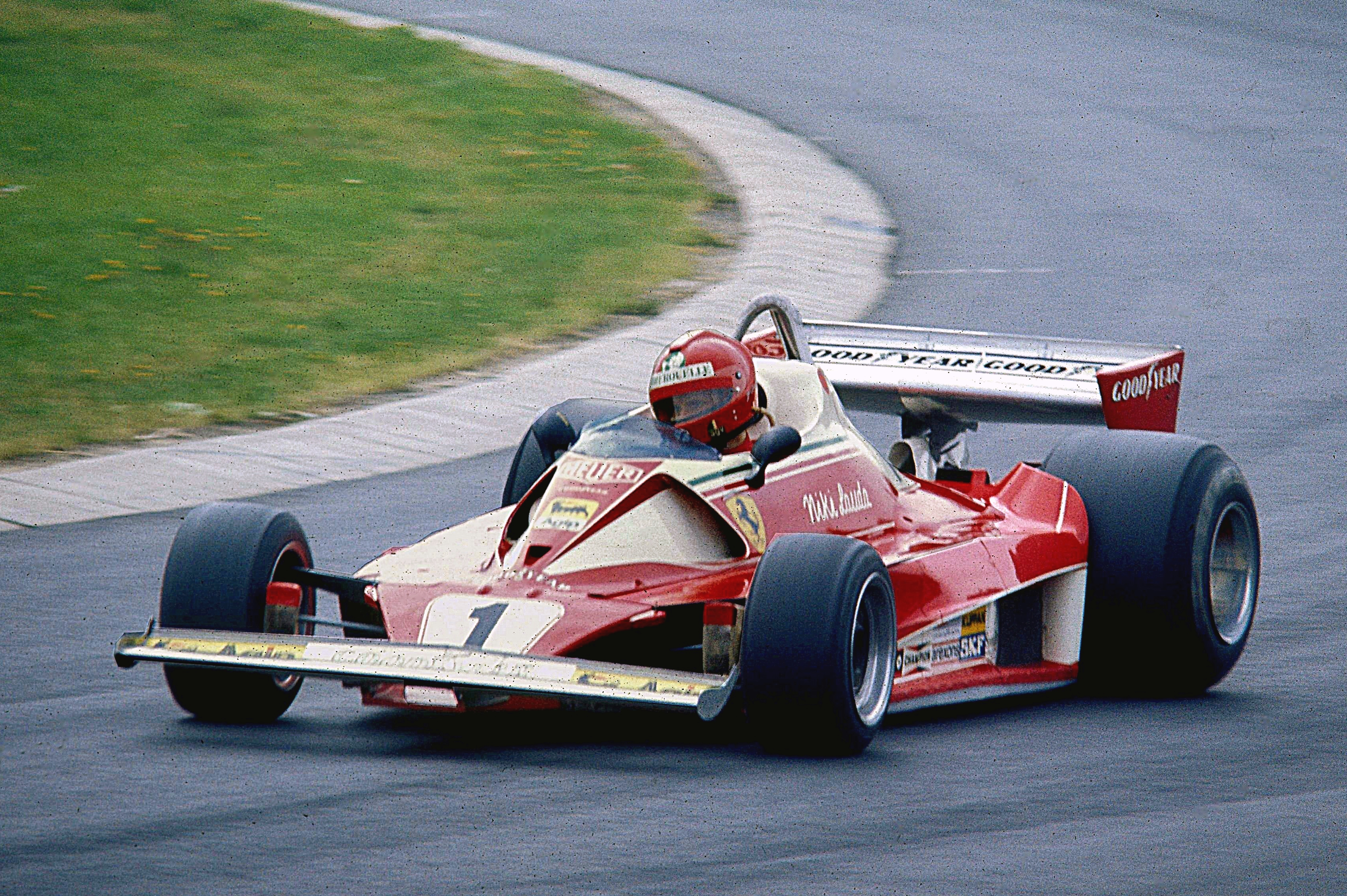
1976年のドイツグランプリ

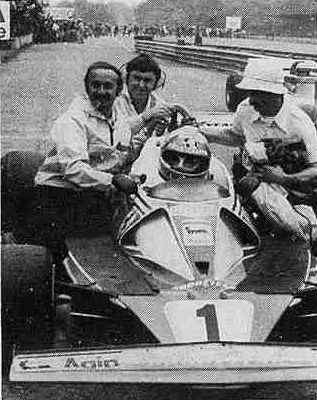
1976年のイタリアグランプリ

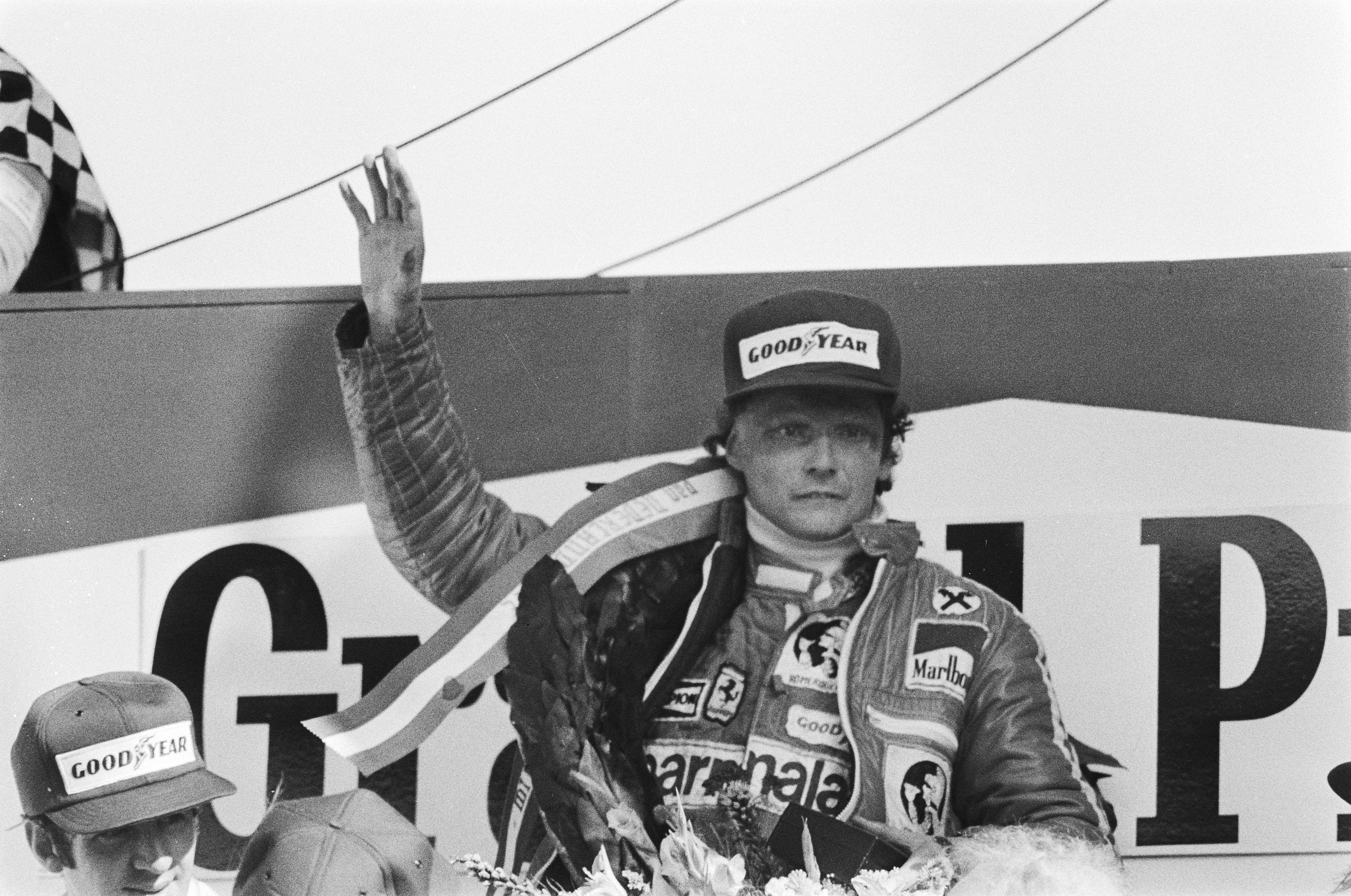
1977年のオランダグランプリ

1976年
春に交際していたマルレーネと結婚。前年チャンピオンの勢いそのまま、改良された312T2と共に快進撃を続け、第9戦終了時点で5勝、2位2回の成績で、2位に23ポイントも差をつける圧倒的なポイントリーダーであり、ワールドチャンピオンの連覇は間違いないものと思われていた。
しかし、ニュルブルクリンクで開催された第10戦ドイツグランプリで悲劇に襲われる。レインタイヤでスタートしたが、ドライタイヤに交換して後退してから順位を挽回中に「ベルクヴェルク」の一つ手前にある左に廻る高速コーナーで突然コントロールを失い、コース右側のキャッチフェンスを突き破り、露出していた岩に衝突、その衝撃でヘルメットが脱げてしまった。
クラッシュし発火したマシンはコース中央まで跳ね返され停止、これにブレット・ランガーのサーティース・TS19が衝突し、アメリカ人ドライバーのガイ・エドワーズ、後続で停止したハラルド・アートル、アルトゥーロ・メルツァリオ、ランガー、コースマーシャルの5人が捨て身の行動で消火・救出活動を行った。事故原因については、縁石にタイヤを乗せた弾みでスピンしてからのリアサスペンションの故障説があり、ラウダ自身はタイヤトラブルだと語っているが、その後もコントロールを失った真の原因は確定できず謎となっている。
ラウダはヘルメットが脱げてしまった影響で頭部に大火傷を負い、FRP製のボディーワークが燃えて発生した有毒ガスを吸い込んだため、肺に深刻なダメージを受けた。数日間生死の境を彷徨ったが、臨終儀式の用意のために神父が病室に訪れた途端にラウダは驚異的なペースで回復。事故発生から6週間後の第13戦イタリアグランプリで奇跡のレース復帰を果たし、4位入賞した。この時モンツァ・サーキットに姿を現したラウダの顔の右半分には、自らの大腿部の皮膚を移植した火傷治療の痕が生々しく残っている状態だったが、ラウダは周囲の好奇の目を気にする事も無かった。一方、マクラーレンのジェームス・ハントが第14戦カナダグランプリ、第15戦アメリカ東グランプリと連勝し、ラウダはそれぞれ8位、3位だったためポイント差を詰められた。
タイトル争いは最終戦のF1世界選手権イン・ジャパンに持ち込まれた。この時点でポイントリーダーはラウダで、わずか3ポイント差の2位にハント。富士スピードウェイでの決勝は、コースに川ができるほどの豪雨に見舞われた。レース中止案もある中で強行された決勝を、ラウダは「リスクが大きすぎる」として、わずか2周をスロー走行したのみでピット・インし自らリタイアした。一方のハントは決勝で3位に入賞し4ポイントを獲得、1ポイントラウダを上まわり逆転での1976年F1ワールドチャンピオンとなった。
独断でリタイアし自ら王座を手放したラウダに、フェラーリのテクニカル・ディレクターのマウロ・フォルギエーリが「マシンのせいといえばいい」と言ったがこれを拒否し、またエンツォ・フェラーリは公には庇ったが、その後の関係はギクシャクしていく。また、ラウダが負傷欠場していた第12戦オーストリアグランプリの期間中、ラウダがレースに復帰する見込みがないと判断していたエンツォは、チーム監督のオーデットに指示を出し、ブラバムのカルロス・ロイテマンをラウダの代役としてフェラーリに引き入れていたが、ラウダが早期に復帰したため、結果的にチームメイトであるレガツォーニの解雇につながり、これをきっかけにラウダとチーム首脳の間に亀裂が生じた。
1977年
前年からの皮膚移植治療などに注力したことも重なり、1977年シーズン前のテスト・プログラムからラウダは除外されていたが、その間にチームはロイテマン寄りになってしまっていた。第3戦南アフリカグランプリでシーズン初勝利を挙げ、チームの体制を自分に取り戻そうとするが、チームはラウダよりもロイテマンを優遇するような素振りを見せるようになっていた。また第11戦ドイツグランプリ、第13戦オランダグランプリをそれぞれ勝利し、シーズン3勝、2位6回と安定した速さを見せ第15戦アメリカ東グランプリにて2度目のワールドチャンピオンを確定した。
しかし、前年からの経緯や、自分よりもロイテマンを優先するチームに嫌気がさし、フェラーリからの離脱を決意していたラウダは、ゴードン・マレーのデザインした、サーフェイス・クーリング（表面冷却）と呼ばれるブラバム・BT46に惹かれ、ブラバムの代表であるバーニー・エクレストンとサインを交わし翌年からの移籍が決定した。すると、ラウダと共にブラバムへ移籍したいと希望したメカニックがフェラーリから即時解雇され、ラウダはこれに激怒。アメリカ東グランプリ後に2戦を残してフェラーリを去った。この際、引き止めたいエンツォ・フェラーリと去りたいラウダとの間で、白紙の小切手を前にした生々しく激しい口論も発生している（後述）。

### ブラバム時代

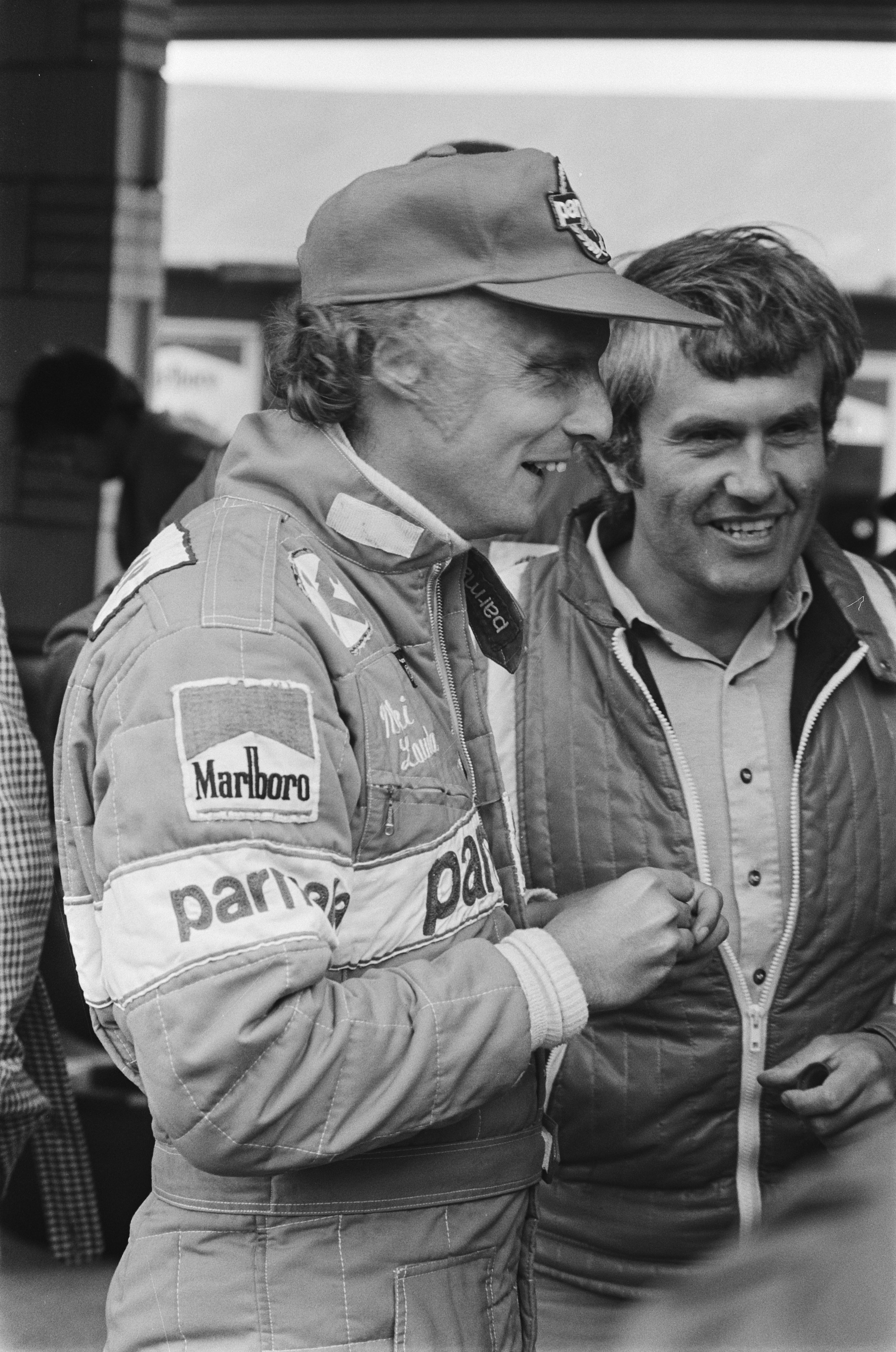
1978年オランダGP

1978年
完走したレースは2勝、2位3回、3位2回と安定して速かったが、BT46はラウダの見込みに反して信頼性が低く、全16戦中6戦をマシントラブルで、3戦をアクシデントでリタイアし、ランキング4位で終わった。スウェーデングランプリではファン・カーと呼ばれたBT46Bに乗り優勝したが、リアエンドに取り付けられた冷却用ファンが禁止されている「可動する空力デバイス」に当たるとのクレームを受け、次レースから同システムの使用が禁止された。
また、この年にラウダ航空を設立し実業家としてのキャリアが本格スタート。チャーター便の航空市場に参入した。
1979年
ブラバムはアルファロメオ製V12エンジンを搭載するBT48で戦っていたが、パワーはあるものの信頼性が低く結果が伴わなかった。また、同年にはアルファロメオのワークスチームがF1に復活しており、エクレストン代表はブラバムがアルファロメオからセカンドチーム扱いされることを避けたい事情から、搭載エンジンをV型8気筒のフォード・コスワース・DFVエンジンへ変更することを決定。シーズン終盤の第14戦カナダグランプリにDFVエンジン搭載の新車BT49を投入した。ラウダはこの新車をカナダGP初日のフリープラクティスで走らせた後、予選開始を前に突然レーサーを引退すると発表する。「同じ場所（サーキット）を何回も何回も走りまわらなくてもよくなったんだ。一生の終わらないうちに、やっておくべきことが他にあると思うんだ」と理由を語ったが、自著『To Hell And Back』においては、レースに対するモチベーションの低下を明かしている。エクレストンとの交渉で、200万ドルの契約延長を勝ち取ったが、同時に興味を失っていることに気付いたほか、これまで乗ってきた高回転型のV12エンジンに比べ、DFVエンジンは「音が平らでこもっており、何もかもが遅く感じられ、退屈だった」ためという。引退後は、実業家としてラウダ航空の経営に専念することとなった。

### マクラーレン時代

#### 現役復帰
1981年
ラウダがレース界から去り2年経過していた同年シーズン終了の少し前、マクラーレンのロン・デニスとマールボロのジョン・ホーガンから、ドニントンパークでのMP4/1のテストに招かれた。テストランを経て11月にマクラーレンからラウダのF1への参戦が発表され、2年半ぶりに（翌1982年から）現役復帰することになった。「2年間、モーターレーシングに興味を示すことはなかった。でもオーストリアグランプリ（1981年）の時にふと気づいたら、（復帰を）考え込んでいた」とラウダは語っている。しかし、当時の航空業界は世界的な金融不況の直撃を受け、ラウダ航空の経営も順調ではなかったからという説もある。ラウダ航空はその頃、国営のオーストリア航空と路線認可の紛争も抱えていた。ラウダのヘルメットはそれまで赤一色であったが、この復帰以後はラウダ航空の旅客機の尾翼と同様の「（LAUDAの）L」をモチーフとしたデザインが施されていた。デニスはラウダとの契約時に、実業家とF1ドライバーの兼務となるリスク軽減の一策として「もしラウダが明白に(レーシングドライバーとしての)任務を果たしていない場合、開幕から4レースで降りてもらう」という一文を入れたいと要求し、ラウダは了承している。
1982年
シーズン開幕前の走行では、ラウダがレースから離れている間にF1で普及したラジアルタイヤへの違和感もあったが、以前と同様にテストで走りこんで感覚を取り戻していった。また、ニュルブルクリンクでの事故の後遺症を克服するためにサポートを受けたアスレティックトレーナー（ヴィリー・ダンクル）のメニューで体力作りを行い、開幕に備えた。ラウダのチーフ・エンジニア担当はスティーブ・ニコルズとなった。第3戦アメリカ西グランプリで復帰後初勝利し、第9戦イギリスグランプリを含む2勝を挙げ、ランキング5位だった。
1983年
全15戦中、7戦をマシントラブルでリタイアし、ランキング10位。それでも第12戦オランダグランプリからTAGのスポンサーシップを得て、ポルシェ製1.5リッター・ターボV6エンジンを搭載したMP4/1Eに乗った。残りのレースは翌年への準備となった。

#### 3度目のタイトルと引退

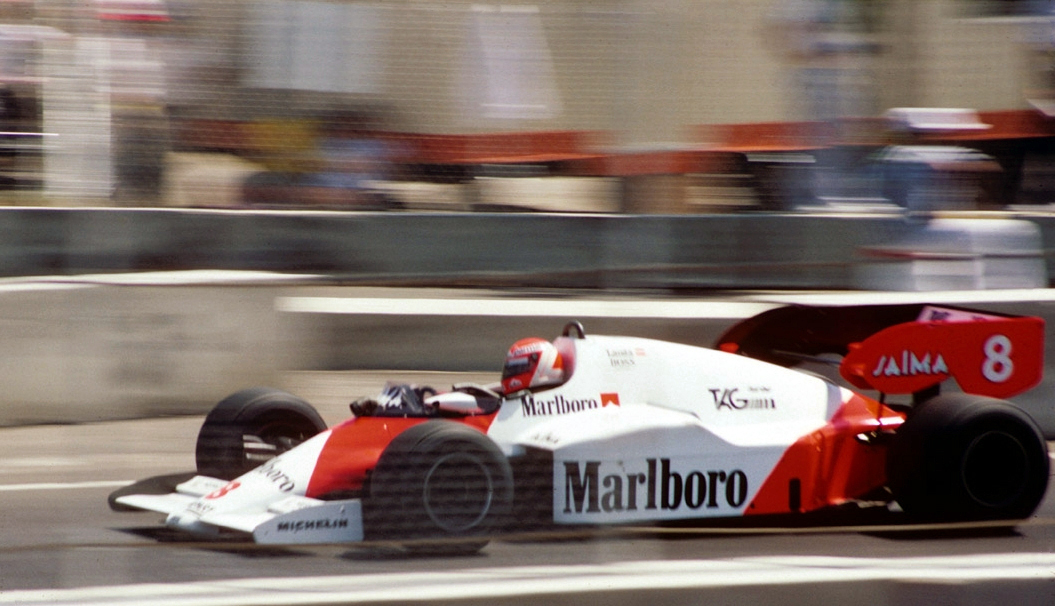
MP4/2を駆るラウダ アメリカGP（ダラス）1984年

1984年
前年ルノーでランキング2位を獲得しこの年マクラーレンに移籍してきた、ラウダにとって最後のチームメイトとなったアラン・プロストと年間を通じてチャンピオン争いをすることになる。ラウダ5勝、プロスト7勝で、予選もプロストの15勝1敗と純粋な速さではプロストに分があったものの、プロストがリタイアしたり、マシントラブルが起きたレースなどで着実に上位で生き残ってチャンピオン争いに絡んだ。このシーズンで唯一予選でプロストを上回った第2戦南アフリカグランプリではプロストを従えての1-2フィニッシュで勝利。第5戦フランスグランプリではプロストのタイヤトラブルでのピットインに乗じてリードを奪い勝利した。第9戦アメリカグランプリ終了時点では2勝する一方でリタイアも6回あり、プロストに10ポイント以上リードされたが、第10戦イギリスグランプリ以降は7戦連続で入賞した。
その中でラウダにとっては最初で最後となる地元オーストリアグランプリでの優勝も経験した。トップを走っていたブラバムのネルソン・ピケがスピンし、再出走はしたもののタイヤ摩耗が進んだのを見抜いたラウダはじわじわと差を詰めて残り10周ほどでトップに立つ。その後でラウダのマシンに変速ギアのひとつが砕けるトラブルが起きたが、ラウダのテクニックによりラップタイムを大きく落とさず、トラブルが起きているそぶりも見せなかった。2位のピケは縮まらないラウダとのタイム差を考えてポジションキープに移行し、優勝を勝ち取った。イギリスグランプリ以降、プロストは4勝3リタイアという結果だったが、ラウダはプロストがリタイアした3レースを全て制し、逆にプロストが勝利したレースでも2位3回、4位1回と着実にポイントを稼いだ。
ラウダとプロストとのチャンピオン争いは最終戦ポルトガルグランプリまでもつれ込んだ。ラウダは予選11位スタート。プロストが1周目でトップに立ち独走したが、ラウダは20周目で6位まで浮上するとその後も順位を上げ、最後は2位で走行中のナイジェル・マンセルのブレーキ不調によるペースダウンに乗じて2位を確保し、プロストにわずか0.5ポイントの差で、3度目のワールドチャンピオンに輝いた。この年間2位との差0.5ポイントはF1史上最小得点差でのワールドチャンピオンであり以後も更新されていない。全16戦中12勝を得たマクラーレンはコンストラクターズタイトルでも圧勝。ラウダは「今までチームメイトとこんなバトルをやったことはなかった。常に少しでも速く、少しでも上手に運転して、彼（プロスト）との競争で優位に立たなくてはならなかった」と喜びを語った。また、2年連続で最終戦でチャンピオン獲得を逃した後輩プロストへは「気にするな。来年は君がタイトルを取るよ」と声をかけている。この最終戦には1976年の事故以来サーキットへ一度も訪れなかったマルレーネ夫人も姿を見せ表彰式ではラウダと抱擁して喜びを分かち合った。
ラウダはマクラーレン在籍中の4年間、ポールポジションを1度も獲得していない（この1984年に限ればオーストリアグランプリの4位が予選最高位）が、ポールポジションを1度も獲得せずにワールドチャンピオンとなったドライバーはこの1984年のラウダを最後に出ていない。このように決勝レースで強さとしぶとさを誇示するラウダのレーシングスタイルは、これまで予選でも速さに拘る傾向が見られたプロストがそのドライビングスタイルを変えるきっかけとなる。
1985年
ラウダのマシンにトラブルが多発し、チャンピオン争いから脱落。自身が前年に予言したとおりプロストが初のF1ワールドチャンピオンを獲得した。第10戦オーストリアグランプリでこの年限りでのF1引退を発表。ラウダは「昨年の私のモチベーションはアラン・プロストだった。彼とワールドチャンピオンシップで闘い、破る事だった。今年はプロストがワールド・チャンピオンを勝ち取ることを確かめたいと思った。1986年を走るための新鮮な動機を見つけようとしたが見つからなかった。もし今年がよい成績だったとしても同じ決断をしていたと思う」と語った。次戦オランダグランプリでF1通算25勝目（1985シーズン唯一の優勝）を果たし、これがラウダのF1最後の優勝となった。同グランプリは予選10番手スタートながら終盤プロストの追い上げを巧みにブロックし0秒232の微差で抑え込んで勝っている。最終戦のオーストラリアグランプリでは一時トップを走行したが、ブレーキトラブルでリタイアとなりレーサーとしてのキャリアを終えた。ラウダはその10日後にはボーイング737の機長養成トレーニングに姿を見せ、新しい人生を開始していた。

### 引退後

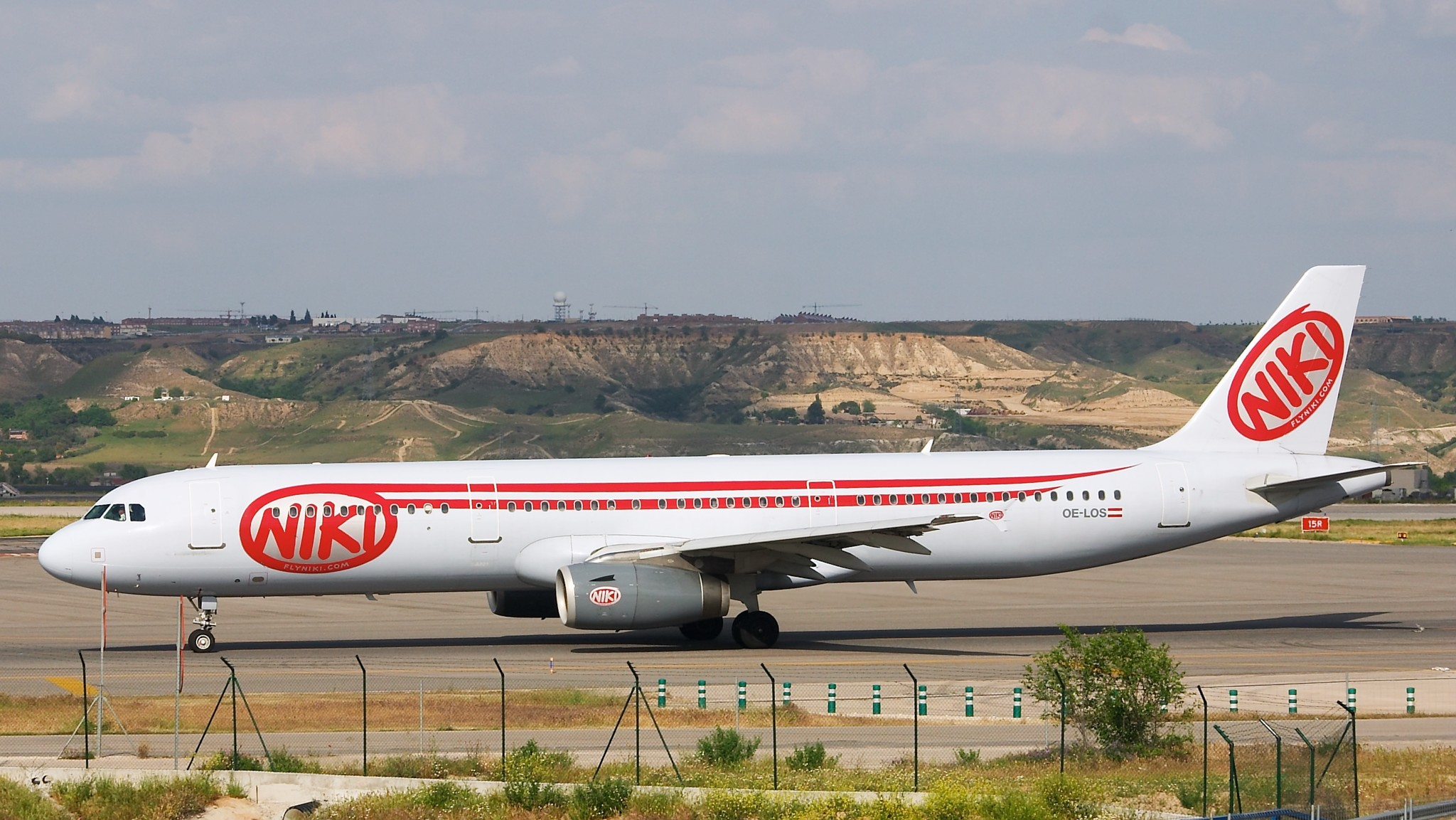
ニキ航空のエアバスA321型機

1991年12月にフェラーリの社長となったルカ・モンテゼーモロから、前年に勝利を挙げられず低迷したフェラーリのF1活動の手助けを依頼されアドバイザーに就任。ミハエル・シューマッハやエディ・アーバイン、後藤治などの国際色豊かなメンバーとともにチームを立て直し、チャンピオン獲得に貢献した。
2001年夏にはボビー・レイホールの後任としてジャガーF1チームのチーム代表(CEO)となったが、社内人事の混乱により2002年シーズン終了後に解任された。
実業家としては、1978年に設立したラウダ航空の創業に成功するが、1991年に機体の設計上の不具合が原因で、タイにて自社のボーイング767型機が機体故障で墜落する大惨事が発生した。
事故後に経営は持ち直すも、資金運用で失敗して経営権をオーストリアのフラッグ・キャリアであるオーストリア航空に譲渡している。その後は2003年に自らのファーストネームをつけた格安航空会社のニキ航空を設立し、経営者となった。2011年に共同出資者のエア・ベルリンへ会社を売却し、エア・ベルリンの社外取締役に就任した。このほかドイツ国内でのF1テレビ放送 (RTL) にて解説を務めるほか、F1の現状について辛口のコメントを発している。2012年にはレース後の表彰式でのインタビュアーを務めた。

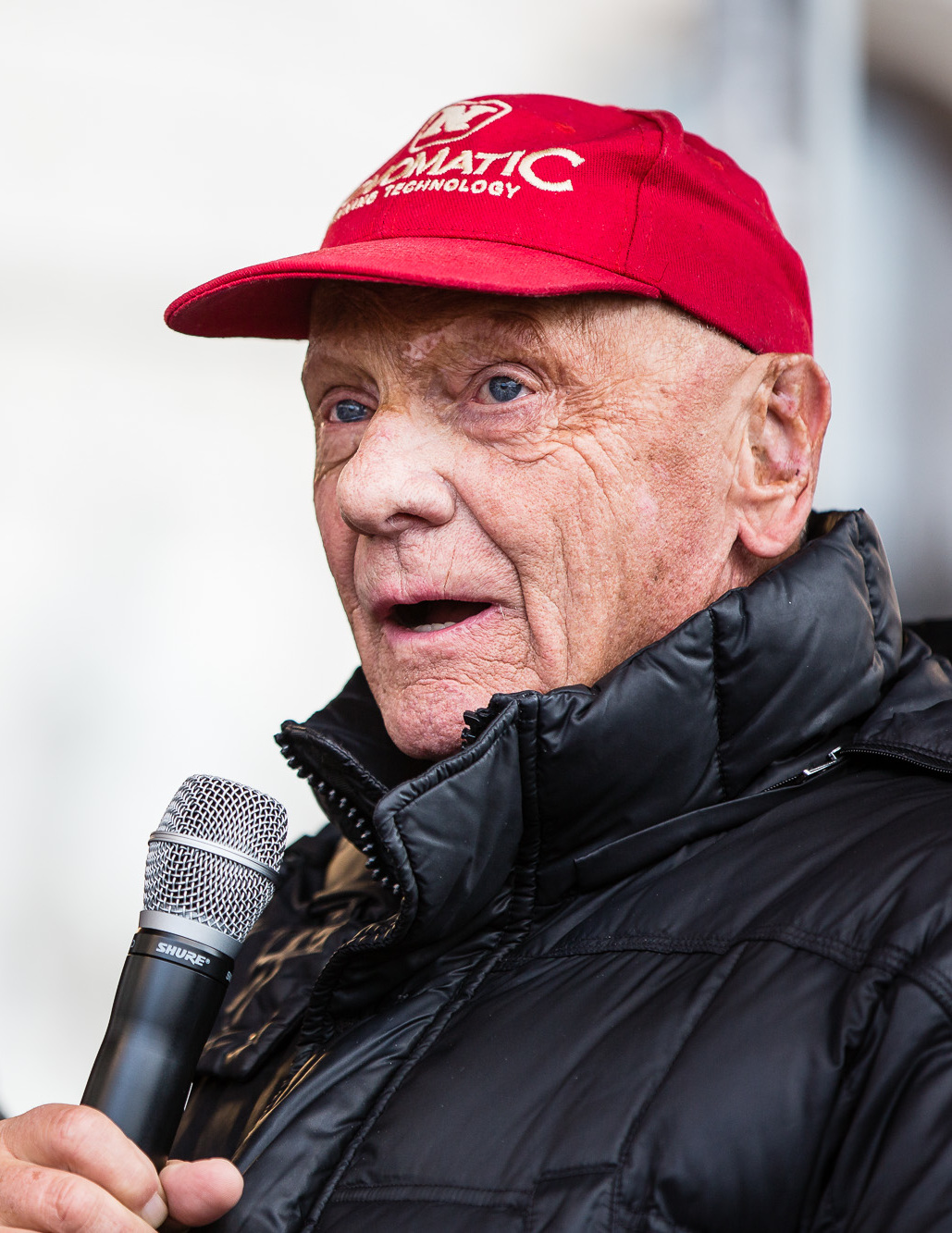
晩年期（2016年）

2012年9月、ラウダはエア・ベルリンの役員を辞任し、メルセデスAMG F1の業務執行権を持たない非常勤会長に就任した。併せてチームの株式10%を保有するとみられる。ラウダは自身の役割について、イギリスのレース本部（ブラックレー）とドイツのメルセデス本社のつなぎ役と説明した。2013年からチーム代表に就任したトト・ヴォルフをサポートし、2014年シーズン以降、コンストラクターズとドライバーズのダブルタイトルを独占するメルセデス黄金時代の到来に貢献した。
2016年1月にはオーストリアでビジネスジェット等の運行を手がけていた「Amira Air」社を買収、「Laudamotion）」と社名を変更して再び航空業界に参入。2018年1月には、前年に経営破綻し運行を停止していたニキ航空の株式を買い戻し、同年3月より「Laudamotion」（ラウダモーション）ブランドで一部路線の運行を再開した（ただし実業務の多くはコンドル航空に委託された）。
運行再開と時を同じくして、ラウダはLaudamotionの株式をライアンエアーに売却したが（それに伴い運行業務の委託先も同社に変更）、以後もLaudamotionの会長として経営への関与は続ける。

### 晩年
2017年2月にはメルセデスとの契約を2020年末まで延長したが、2018年7月のイギリスGP以降は、体力的なこともありチームから離脱した。
8月、前月より肺胞出血の症状で入院していた病状が悪化したため、肺移植の手術を受ける。手術は成功したものの退院までは2ヶ月を要し、その後も2019年1月にはインフルエンザで入院するなど病状は一進一退を続けた。本人はF1への現場復帰を望んでいたものの、結局復帰を果たせないまま、2019年5月20日に家族から死去が公表された。
死去から2年後の誕生日となる2021年2月22日、生前より親交のあったゴードン・マレーはラウダの長年の功績を称え、新たに開発したスーパーカー「GMA・T.50」のサーキット仕様車となる「T.50sニキ・ラウダ」を発表。1978年のスウェーデンGPで、マレーがデザインしたブラバムBT46B“ファンカー”で優勝したニキに敬意を表して命名され、生産台数はラウダがF1で優勝したレース数と同じ限定25台。1台ずつラウダとの関係が深いグランプリにちなんだ名前をつけるといい、最初のシャシーは彼が初めてポールポジションを獲得した南アフリカGPを意味する“キャラミ1974”と呼称される。販売価格は310万ポンド、日本円で約4億6000万円で販売予定。
なお、前述したオーストリア国籍のLaudamotionはラウダの死後1年半程経った2020年10月に運航を停止した。ただし、親会社のライアンエアーがこの際にLaudamotionの全ての業務をマルタ国籍のLauda Europeに移管させており、Lauda Europeは2024年3月現在でも28機のエアバスA320ceoを用いて運航を継続している。ラウダの死から5年近くが経った現在でも、彼の名を冠した航空機がヨーロッパの空を飛び続けていることになる。

## 人物

### エピソード
- 15歳の時に会社のトラックを運転して、工場間の短距離輸送をはじめていた。地元の警察官は名士の息子であるラウダが来ると手を振っていたが、18歳になり自動車運転免許を取得に警察へ来たラウダを見て、それまで無免許だったことを知ったその警察官は驚愕した。免許は取得できたものの、ラウダは厳しく叱られている。
- 初めてレーシングカーを手に入れる際、売り手には事前に実家をみせた。購入条件はラウダが持っていた公道用の車と交換し、不足分はそれを売った時に支払うというものであった。仮にラウダが支払わなくても実家が支払うだろうと売り手に思わせる為であった。その後、ラウダは前述のやり方でマシンを購入し続けるのだが、手にいれたマシンは丁寧に扱っていた。
- フェラーリ入りして最初のテスト走行後に感想を聞かれると「ひどいマシンだ」と切り捨てた（当時のフェラーリではエンツォ・フェラーリの前でマシンの批判は禁句だった）。「フロントサスペンションを直してほしい」と要求すると、エンツォは「よかろう、ただしそれで1秒速く走れなければ、お前はクビだ」と告げた。ラウダは手直ししたマシンで1秒以上速く走り、有言実行ぶりを示した[19]。
- 名誉に執着が無く、地元のガソリンスタンドで代金代わりにF1の優勝トロフィーを渡したこともあった。
- 1976年のニュルブルクリンクでの大事故では、病院では助かる見込みが少ないと思われ、神父を呼んで臨終の儀式まで行われていた。ラウダは「冗談じゃない、死んでたまるか」と、妻の呼びかけで薄れる意識を保とうとした。
- 事故前の記憶もラウダ曰く「ブラックホール」となっており、直近のものとしてかろうじて思い出せるのは、事故2日前の夜に見たテレビのスポーツニュースショーだという（その番組ではニュルブルクリンクは安全性が低いと発言したラウダを臆病者と批判する内容を放映していた）[20]。
- その後、エンツォにイタリアグランプリからの復帰を申し出たが「ダメだ。もし最終的に世界チャンピオンになれなかった時、事故のせいにできるから、あまり早く復帰しない方が良い」と一時は断られた。また、豪雨の最終戦(初の日本グランプリ)で自らマシンを降りた際には、メカニックに「また死に損なうのは御免だ」と告げたという。
- 事故からの復帰時には「恐怖心はない」とマスコミに言い続けたが、引退後に出版した自伝では「あれは嘘だった。でもライバルに弱みを見せるのは絶対に避けたかったので、そういう事にしておいた」「実際にはモンツァでの復帰後最初の走行は恐怖で体が凍り付いていたし、特に金曜日は雨だったからとても怖かった。すぐにピットインしてマシンから飛び降りた」「結局、事故前と同じくらい速く走ろうとするのは止めた。気楽に、ゆっくり段々とスピードアップすれば良いと考え直してスタートすることにしたら、4位でゴールできた」と事故後に存在した恐怖心を告白している[20]。
- 1977年、エンツォと口論の末フェラーリから離脱した後、自家用飛行機で帰ろうとするが、航空管制塔から離陸許可が出なかった。実は既にラウダがフェラーリを辞める話は報道されイタリア人の耳に入っていたため、フェラーリを辞めて行くドライバーに対する管制官からの嫌がらせだった。それに対してラウダは「私は来年、イタリアのアルファロメオエンジンを積むブラバムに行くんだ、イタリアとは縁が残ってるよ」と答えたところ、管制官は離陸を許可した。
- 1度目の引退から2年経った1982年に現役復帰する際、マクラーレンのメインスポンサーであるマールボロ（フィリップモリス）の重役から「契約金はいくら欲しい？」と聞かれ、どのドライバーよりも遙かに高額を口にした。それに驚いた重役は「まだ誰よりも速く走る自信があるのか?」と尋ねるとラウダは「この金額は、ニキ・ラウダというブランドに対して支払われる対価と考えて欲しい。だからあなた方は私のドライバーとしての能力には1ドルだけ支払ったと考えてもらいたい。残りは私という個人への投資です。私が広告塔になるPR効果は私の提示額よりはるかに高いと思いますよ」と答え、これを重役も了承した。そしてラウダは1984年に3度目となるワールドチャンピオンを獲得し自分の「価値」を証明した[21]。
- レーサーとしての現役を引退した後、ラウダは航空会社を起業したが、1991年にラウダ航空004便墜落事故が発生。創業者で社長だったラウダは事故を聞きつけると現場に駆けつけ、惨状を目の当たりにした。彼は事故調査委員会のメンバーではなかったが、自ら進んで事故原因の徹底究明に尽力した。その行動には、前述の1976年ドイツグランプリ決勝での大事故の経験が根幹にあったと言える。結局は76年の事故原因はわからず仕舞いだったため、この004便の事故原因は何としても解明しなければならないとラウダを決意させた。現場調査やボイスレコーダーの記録を確認したことで事故原因はパイロットではなく機体にあると判断したラウダは、ボーイング社の担当者へ粘り強く交渉と説得を繰り返し、「シミュレータ試験で同様の状況から復帰できたというパイロットに実機で同じ試験を行え。私もその機に同乗する。それができなければ事故原因は操縦士や整備士ではなく機体にある」と主張した。最終的にボーイング社は事故原因が自社の「スラストリバーサが誤動作しても操縦を続ける事ができる」という誤った認識にあった事を認めた。ラウダ自身が曖昧さを嫌うことを示したエピソードと言える。
- 1992年からフェラーリのアドバイザーとしてグランプリ開催中のピットに姿を見せるようになったが、当初は自らの役割を「自分が見て思ったことを情報としてフェラーリに提供するだけだよ。助力はできるけど共闘はしない。私には飛行機のビジネスがあるしね」と話し、「フェラーリから報酬は1ドルも貰っていないし、単にアドバイザーだよ。」とチームと一定の距離を置く発言をしていたが、1年後の1993年のインタビューでは「F1に正しい方向性を与えるのはフェラーリ以外にありえない。だから平日でもマラネッロに行ったり、一生懸命やってるよ」「現役時代よりも今が一番フェラーリに深く関わってる。私は何か頼まれたら全力でそれを行う人間なんだよ」[7]と話しており、徐々に熱の入った活動となっていたことが窺える。

### 人間関係
- エンツォ・フェラーリはラウダを評して「永年ヌヴォラーリを探していたのに、バルツィを見つけてしまったようだ」と語った[22]。限界派のタツィオ・ヌヴォラーリと頭脳派のアキッレ・バルツィはライバル関係にあった往時の名ドライバーで、エンツォはヌヴォラーリのようなドライバーを理想としていた。
- 1974年スペイングランプリでF1初優勝を遂げた時、同じ表彰台の3位には既にF1で9勝を挙げチャンピオンも獲得している先輩エマーソン・フィッティパルディもいたが、それまで面識が無くほとんど話をしたことが無かった。その日の夜、宿泊するホテルの部屋の電話が鳴り出てみると、エマーソンからだった。彼はわざわざラウダの居場所を探し電話をくれたのだった。すると「初優勝おめでとう、初優勝は最も難しい。次からは簡単だよ」とラウダに話した。ラウダはそのとき意味が分からずピンと来なかったが、いくつか勝利を重ねるとエマーソンの言葉はその通りだなと思ったという。
- 1977年シーズン終盤、チャンピオンを獲得してフェラーリを去ることを決めていたが、エンツォ・フェラーリから白紙の小切手を提示され、「いくらでもいいから好きな金額を書き込め！」と契約更新を促された。ラウダは意地からそれを固辞すると、エンツォは「何だ!何が望みなんだ!」と激昂。ラウダは「ただあなたのチームでこれ以上走りたくないだけだ」と告げたという。
- カルロス・ロイテマンの事を「チームメイトか、ライバルか?」と記者に聞かれ、「どちらでもない」と答えた。

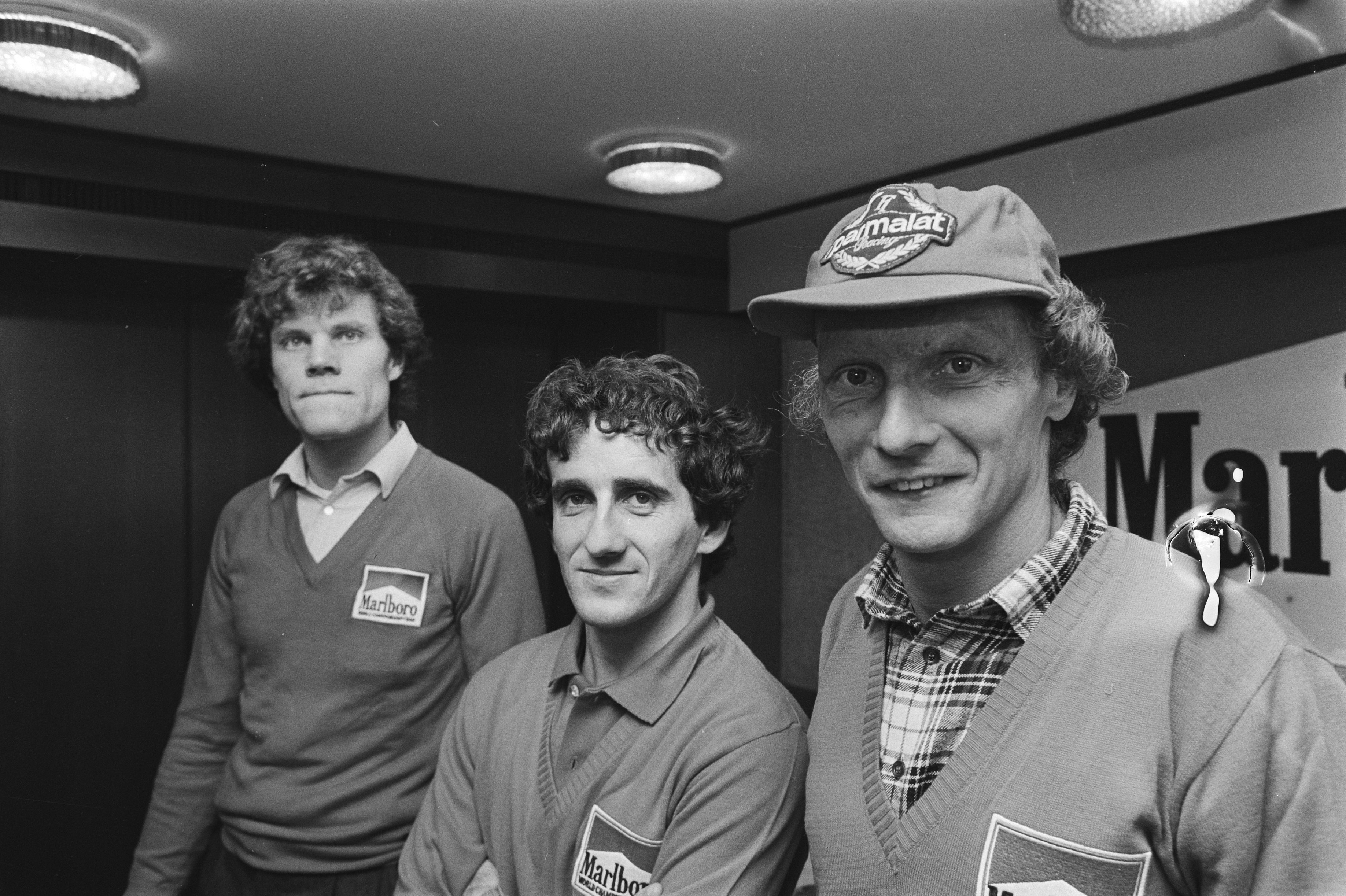
マクラーレン時代のラウダ（右）とプロスト（中央）

- アラン・プロストは、チームメイトになる以前からラウダのビッグファンであったことを公言している。また「ニキは私に何かを教えてくれた唯一の人だ。彼はマシンの技術面にも関心を示し、仕事に厳しく、厳格な人であった。私たちはふたりともエゴイストだったけれど、考え方が似ていて、ドライビングも似ていた。マシンセッティングの仕方まで同じだった。ニキと出会ったことで、私は多くのことを学んだよ」と語っている。
- ネルソン・ピケは、ブラバム時代の先輩であるラウダから影響を受けている。ピケがラウダに「F1での過密スケジュールに嫌気がさして真剣に引退を考えることもある」と話した所、ラウダから移動時間も自分の時間にできるプライベートジェットの使用を勧められ、ピケはその意見を参考にセスナ サイテーションを購入。自ら操縦し各国を時間を気にせずに移動するラウダ・スタイルで長距離移動するようになった[23]。
- ケケ・ロズベルグは、その走りを「ニキと一緒にコーナーに入ったことが何度かあるが、非常にフェアだけど情け容赦ない攻め方をする」と語る。
- ジョン・バーナードは「（マクラーレン時代に）ポルシェの手綱を取れたのはニキのおかげだ。ポルシェは彼の意見なら聞く耳がある。信頼もしていたようだ」と語っている。
- 最後のF1勝利となった1985年オランダグランプリでラウダは予選10位に甘んじていたが、スタート前に友人のジャーナリスト、ヘルベルト・フォッカーに「今日は君が勝つよ」と言われ「何言っているんだ。完走出来るくらいには頑張るけど、俺は生きて帰らなきゃならないんだぜ」とかぶりをふった。が、スタートの混乱に乗じて5位に躍り出たラウダは「ヘルベルトのために勝ってみせようじゃないか」と、会心のレース運びで勝利を飾った。
- フェラーリのアドバイザー時代の1992年、ブラバムの女性ドライバージョバンナ・アマティとの不倫報道で騒がれ浮名を流すなどプレイボーイの一面もある。

### 帽子
- 大やけどを負って以来、公の場では傷を隠すためにアポロキャップを被っている。1976年の暮れ、個人スポンサーだった清涼飲料水メーカー・レーメルクエル（ドイツ語: Römerquelle）の担当者がやってきて「1977年からこの（メーカーロゴマーク入りの）キャップを常に被るようにと言って持ってきた。やけどで髪の毛がなくなった前頭部を隠すのにちょうど良いと彼らは思ったんだろうし、私が帽子を手離さなくなるだろうという計算もあったと思う。彼らは同時に契約金を減額したいとも言ってきた。ニュルブルクリンクでのクラッシュの影響でもう上位は走れないと思ったようだ」。レーメルクエル側の減額の言い分を飲んで1年契約延長し、翌年見事にチャンピオンに返り咲いたラウダは、金額を上げるからさらに契約を続行してほしいとやってきた同担当者に契約書を突き返した[24]。

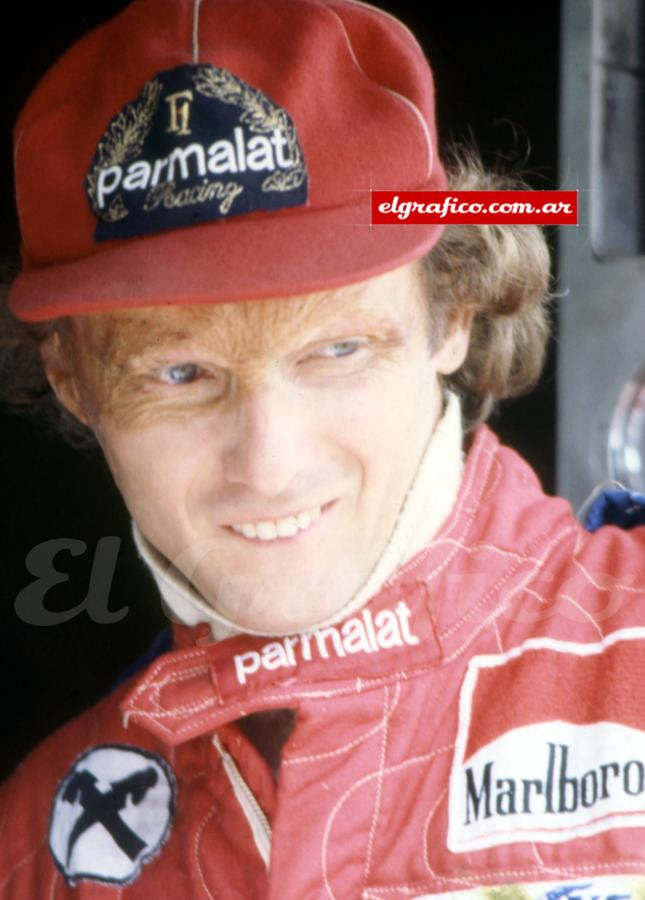
火傷痕とパルマラットのアポロキャップ（1978年）

- 1978年からは移籍したブラバムチームのメインスポンサーであるイタリアの食品会社・パルマラット (parmalat) の文字が入った赤い帽子を常に被っていたため、時に「正装姿に赤いパルマラット帽」[25]などの奇妙な出で立ちとなったが、本人は平然たるものであった。パルマラットとの関係はブラバムを出た以後も27年続いた長く強いものだったが、2004年にパルマラットが粉飾決算スキャンダルを起こし破産したため契約が終了。広告収入を得るため新たな「帽子スポンサー」を募集した。以後、暖房器具メーカーフィースマン(Viessmann)、スイスの機械加工メーカーエリコン、アブダビの投資会社アーバル(aabar、メルセデスGPの共同保有者でもあった[26])などが契約した。
- 2014年には新たなキャップスポンサーとして遊技機メーカー「ノボマティック（英語版）」(NOVOMATIC)を披露。地元オーストリアでは批判を受けている大手賭博会社としてニュースになったが[27]、同社のキャップは2019年初頭の活動最終期まで着用し続けた。
- ラウダの死去後最初のグランプリとなった2019年モナコグランプリでは、スタート前に全ドライバーが『NIKI』とロゴが入った赤アポロキャップを着用しての追悼セレモニーが行われた[28]。

### 日本国内での知名度
- 瀕死の重傷から6週間で再び復帰するまでの話は、日本の高校生向け英語教科書に掲載されていた時期もあった。1970年代後半の日本では空前のスーパーカーブームとタイレル6輪車の出現によりF1レースの人気も盛り上がりを見せており、ラウダは“大事故からレースに復帰したチャンピオン”という分かりやすい個性もあって、特に知名度が高かった。
- 実在する登場人物や企業が作中架空人物および作中架空団体と共に入り乱れて登場していたアニメ作品『グランプリの鷹』では、「ニキ・ラウダ」の別発音「ニック・ラムダ」（当時は、こちらの名称の方がよく伝播していた）を名乗るキャラクターとして登場していた。
- 1980年代初頭（一時引退の時期）には日本のヨコハマタイヤのCMキャラクターを務めている。

## 家族
- 1982年に現役復帰することが決まった際、何かにかこつけてマルレーネ夫人と揃って渡英し、夫人がショッピングする合間にこっそりテストに抜け出していた。その後、ラウダがレース界と関わることに反対である夫人がラウダのF1復帰を知った際には相当怒っており、『このろくでなし！』とこっぴどく罵られたという[29]。
- マルレーネ夫人との間に2人の息子を儲け、長男のマティアス・ラウダもレーシングドライバーとなった。スピードカー・シリーズをともに戦っていた片山右京曰く「えげつないドライバー」。その他、非嫡出子の息子が1人いる。
- 次男のルーカス・ラウダはラウダ・スポーツ・マネジメントの経営者として、マティアスのマネージメントを担った。また2022年から自身もドライバーとしてラリーレイドに参戦を始めている[30]。
- 1991年に15年連れ添ったマルレーネと離婚し、2008年8月に30歳年下のビルギット夫人（ラウダ航空の元キャビン・アテンダント）と再婚。2009年9月16日に60歳で双子の父親になった。

## 映画

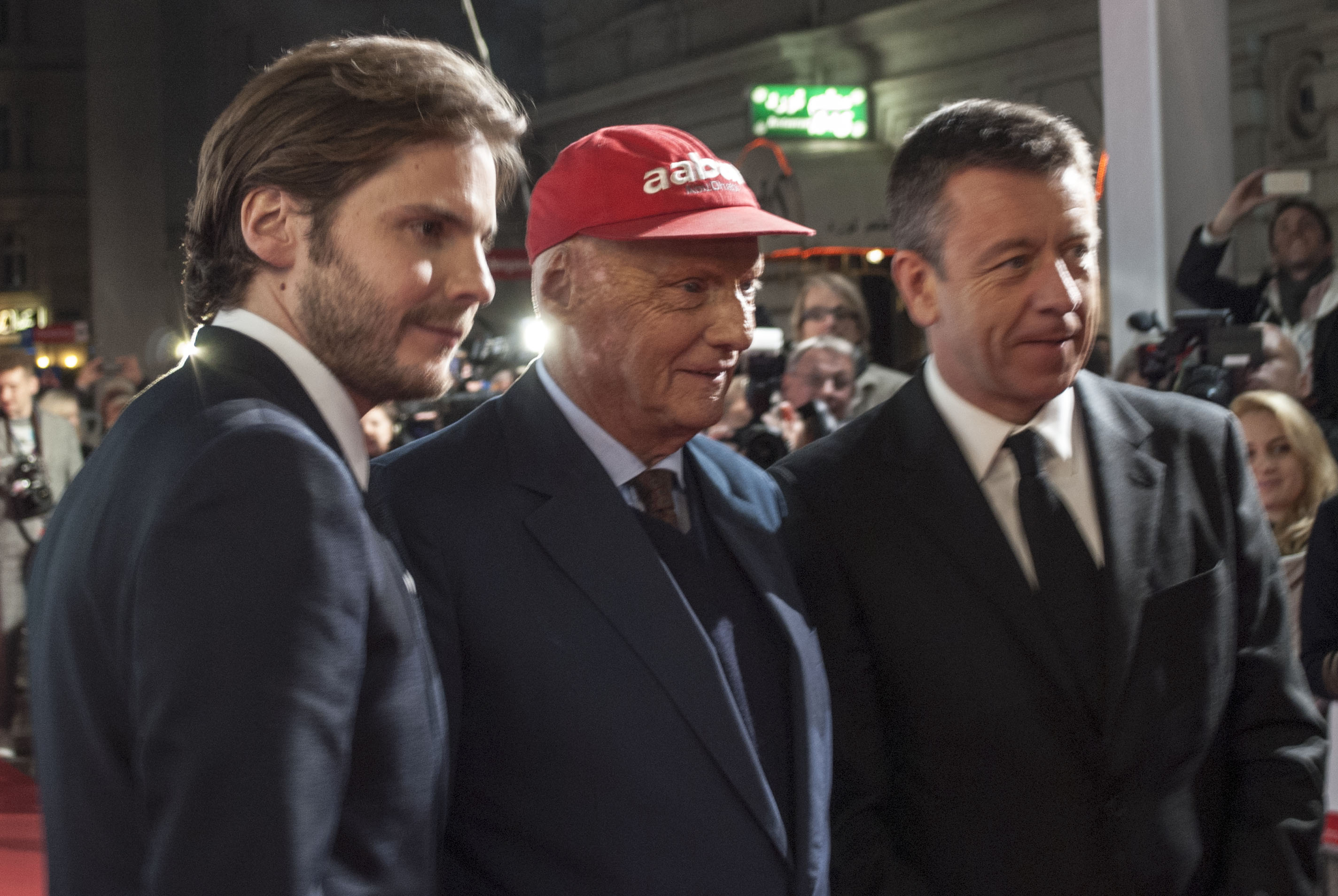
ウィーンでの"Rush"プレミアにて、ラウダ役のブリュール（左）、脚本のモーガン（右）と並ぶ。

2011年、1976年シーズンのラウダとハントのライバル関係を描く"ラッシュ/プライドと友情""の製作が発表された。ピーター・モーガンが脚本を執筆、ロン・ハワードが監督を務め、ラウダ役はダニエル・ブリュールが演じた。2013年9月より全米で封切られた。
ブリュールの好演は様々な映画賞にノミネートされ、サンタバーバラ国際映画祭のヴァーチュオソス賞を受賞している。ラウダ自身も映画のプロモーションに協力し、ハント役のクリス・ヘムズワースと共にゴールデングローブ賞授賞式に出席した。日本では邦題『ラッシュ/プライドと友情』として2014年2月7日に公開（2月1・2日先行上映）。日本語吹き替え版では、劇場公開版は堂本剛、オンデマンド配信版は藤原啓治がラウダ役を演じた。

## レース戦績

### ヨーロピアン・フォーミュラ2選手権
| 年     | エントラント             | シャシー     | エンジン       | 1       | 2      | 3       | 4       | 5       | 6       | 7       | 8       | 9       | 10      | 11  | 12    | 13  | 14    | 順位 | ポイント |
| ------ | ------------------------ | ------------ | -------------- | ------- | ------ | ------- | ------- | ------- | ------- | ------- | ------- | ------- | ------- | --- | ----- | --- | ----- | ---- | -------- |
| 1971年 | マーチ・エンジニアリング | マーチ・712M | コスワース FVA | HOC Ret | THR 10 | NÜR 6   | JAR 7   | PAL DNQ | ROU 4   | MAN Ret | TUL Ret | ALB Ret | VLL 7   | VLL |       |     |       | 10位 | 8        |
| 1972年 | マーチ・エンジニアリング | マーチ・722  | フォード BDA   | MAL 2   | THR 3  | HOC Ret | PAU Ret | PAL DNQ | HOC Ret | ROU Ret | ÖST Ret | IMO 3   | MAN Ret | PER | SAL 6 | ALB | HOC 9 | 5位  | 25       |

- 太字はポールポジション、斜字はファステストラップ。(key)

### F1
| 年     | エントラント              | シャシー | エンジン                        | 1       | 2       | 3       | 4       | 5       | 6       | 7       | 8       | 9       | 10      | 11      | 12      | 13      | 14      | 15      | 16      | 17  | WDC  | ポイント |
| ------ | ------------------------- | -------- | ------------------------------- | ------- | ------- | ------- | ------- | ------- | ------- | ------- | ------- | ------- | ------- | ------- | ------- | ------- | ------- | ------- | ------- | --- | ---- | -------- |
| 1971年 | マーチ                    | 711      | フォード・コスワース DFV 3.0 V8 | RSA     | ESP     | MON     | NED     | FRA     | GBR     | GER     | AUT Ret | ITA     | CAN     | USA     |         |         |         |         |         |     | NC   | 0        |
| 1972年 | マーチ                    | 721      | フォード・コスワース DFV 3.0 V8 | ARG 11  | RSA 7   |         |         |         |         |         |         |         |         |         |         |         |         |         |         |     | NC   | 0        |
| 1972年 | マーチ                    | 721X     | フォード・コスワース DFV 3.0 V8 |         |         | ESP Ret | MON 16  | BEL 12  |         |         |         |         |         |         |         |         |         |         |         |     | NC   | 0        |
| 1972年 | マーチ                    | 721G     | フォード・コスワース DFV 3.0 V8 |         |         |         |         |         | FRA Ret | GBR 9   | GER Ret | AUT 10  | ITA 13  | CAN DSQ | USA NC  |         |         |         |         |     | NC   | 0        |
| 1973年 | BRM                       | P160     | BRM P142 3.0 V12                | ARG Ret | BRA 8   |         |         |         |         |         |         |         |         |         |         |         |         |         |         |     | 18位 | 2        |
| 1973年 | BRM                       | P160D    | BRM P142 3.0 V12                |         |         | RSA Ret |         |         |         |         |         |         |         |         |         |         |         |         |         |     | 18位 | 2        |
| 1973年 | BRM                       | P160E    | BRM P142 3.0 V12                |         |         |         | ESP Ret | BEL 5   | MON Ret | SWE 13  | FRA 9   | GBR 12  | NED Ret | GER Ret | AUT DNS | ITA Ret | CAN Ret | USA Ret |         |     | 18位 | 2        |
| 1974年 | フェラーリ                | 312B     | フェラーリ 001/11 3.0 F12       | ARG 2   | BRA Ret | RSA 16  | ESP 1   | BEL 2   | MON Ret | SWE Ret | NED 1   | FRA 2   | GBR 5   | GER Ret | AUT Ret | ITA Ret | CAN Ret | USA Ret |         |     | 4位  | 38       |
| 1975年 | フェラーリ                | 312B     | フェラーリ 001/11 3.0 F12       | ARG 6   | BRA 5   |         |         |         |         |         |         |         |         |         |         |         |         |         |         |     | 1位  | 64.5     |
| 1975年 | フェラーリ                | 312T     | フェラーリ 015 3.0 F12          |         |         | RSA 5   | ESP Ret | MON 1   | BEL 1   | SWE 1   | NED 2   | FRA 1   | GBR 8   | GER 3   | AUT 6   | ITA 3   | USA 1   |         |         |     | 1位  | 64.5     |
| 1976年 | フェラーリ                | 312T     | フェラーリ 015 3.0 F12          | BRA 1   | RSA 1   | USW 2   |         |         |         |         |         |         |         |         |         |         |         |         |         |     | 2位  | 68       |
| 1976年 | フェラーリ                | 312T2    | フェラーリ 015 3.0 F12          |         |         |         | ESP 2   | BEL 1   | MON 1   | SWE 3   | FRA Ret | GBR 1   | GER Ret | AUT     | NED     | ITA 4   | CAN 8   | USA 3   | JPN Ret |     | 2位  | 68       |
| 1977年 | フェラーリ                | 312T2    | フェラーリ 015 3.0 F12          | ARG Ret | BRA 3   | RSA 1   | USW 2   | ESP DNS | MON 2   | BEL 2   | SWE Ret | FRA 5   | GBR 2   | GER 1   | AUT 2   | NED 1   | ITA 2   | USA 4   | CAN     | JPN | 1位  | 72       |
| 1978年 | パルマラット （ブラバム） | BT45C    | アルファロメオ 115-12 3.0 F12   | ARG 2   | BRA 3   |         |         |         |         |         |         |         |         |         |         |         |         |         |         |     | 4位  | 44       |
| 1978年 | パルマラット （ブラバム） | BT46     | アルファロメオ 115-12 3.0 F12   |         |         | RSA Ret | USW Ret | MON 2   | BEL Ret | ESP Ret |         | FRA Ret | GBR 2   | GER Ret | AUT Ret | NED 3   | ITA 1   | USA Ret | CAN Ret |     | 4位  | 44       |
| 1978年 | パルマラット （ブラバム） | BT46B    | アルファロメオ 115-12 3.0 F12   |         |         |         |         |         |         |         | SWE 1   |         |         |         |         |         |         |         |         |     | 4位  | 44       |
| 1979年 | パルマラット （ブラバム） | BT48     | アルファロメオ 1260 3.0 V12     | ARG Ret | BRA Ret | RSA 6   | USW Ret | ESP Ret | BEL Ret | MON Ret | FRA Ret | GBR Ret | GER Ret | AUT Ret | NED Ret | ITA 4   |         |         |         |     | 14位 | 4        |
| 1979年 | パルマラット （ブラバム） | BT49     | フォード・コスワース DFV 3.0 V8 |         |         |         |         |         |         |         |         |         |         |         |         |         | CAN WD  | USA     |         |     | 14位 | 4        |
| 1982年 | マクラーレン              | MP4B     | フォード・コスワース DFV 3.0 V8 | RSA 4   | BRA Ret | USW 1   | SMR     | BEL DSQ | MON Ret | DET Ret | CAN Ret | NED 4   | GBR 1   | FRA 8   | GER DNS | AUT 5   | SUI 3   | ITA Ret | CPL Ret |     | 5位  | 30       |
| 1983年 | マクラーレン              | MP4/1C   | フォード・コスワース DFV 3.0 V8 | BRA 3   | USW 2   |         |         |         |         |         |         |         |         |         |         |         |         |         |         |     | 10位 | 12       |
| 1983年 | マクラーレン              | MP4/1C   | フォード・コスワース DFY 3.0 V8 |         |         | FRA Ret | SMR Ret | MON DNQ | BEL Ret | DET Ret | CAN Ret | GBR 6   | GER DSQ | AUT 6   |         |         |         |         |         |     | 10位 | 12       |
| 1983年 | マクラーレン              | MP4/1E   | TAG TTE PO1 1.5 V6t             |         |         |         |         |         |         |         |         |         |         |         | NED Ret | ITA Ret | EUR Ret | RSA 11  |         |     | 10位 | 12       |
| 1984年 | マクラーレン              | MP4/2    | TAG TTE PO1 1.5 V6t             | BRA Ret | RSA 1   | BEL Ret | SMR Ret | FRA 1   | MON Ret | CAN 2   | DET Ret | DAL Ret | GBR 1   | GER 2   | AUT 1   | NED 2   | ITA 1   | EUR 4   | POR 2   |     | 1位  | 72       |
| 1985年 | マクラーレン              | MP4/2B   | TAG TTE PO1 1.5 V6t             | BRA Ret | POR Ret | SMR 4   | MON Ret | CAN Ret | DET Ret | FRA Ret | GBR Ret | GER 5   | AUT Ret | NED 1   | ITA Ret | BEL DNS | EUR     | RSA Ret | AUS Ret |     | 10位 | 14       |

- 太字はポールポジション、斜字はファステストラップ。(key)

### BMW・M1・プロカー・チャンピオンシップ
| 年     | チーム                    | 1       | 2     | 3     | 4     | 5     | 6       | 7       | 8     | 順位 | ポイント |
| ------ | ------------------------- | ------- | ----- | ----- | ----- | ----- | ------- | ------- | ----- | ---- | -------- |
| 1979年 | プロジェクト4・レーシング | ZOL Ret | MCO 1 | DIJ 8 | SIL 1 | HOC 1 | ÖST Ret | ZAN Ret | MNZ 2 | 1位  | 78       |

- 太字はポールポジション、斜字はファステストラップ。(key)

### 各種レース戦績
- ニュルブルクリンク24時間レース 1位 （1973年）
- スパ・フランコルシャン1000kmレース 1位 （1973年）
- モンツァ4時間レース 1位 （1973年）
- ザントフォールト4時間レース 1位 （1974年） 3位 （1972年）
- ディープホルツ SRP/GT 1位 （1970年）
- ニュルブルクリンク6時間レース 2位 （1971年）
- キャラミ9時間レース 3位 （1972年）
- タウレンポカル・ザルツブルクリンク 1位 （1971年）

## 関連文献
- アラン・ヘンリー 著、森岡成憲 訳『ニキ・ラウダ : 不屈のチャンピオン』ソニー・マガジンズ〈ドライバー・プロファイル・シリーズ〉、1991年6月。ISBN 9784789706537。 NCID BN15065821。OCLC 673953992。